# Lenguas malayo-polinesias nucleares
Las  lenguas malayo-polinesias nucleares  son una importante rama de la familia austronesia, fueron propuestas en 2002 y reconocidas por investigaciones más recientes.
Estas lenguas se caracterizan porque han abandonado el alineamiento típico de las lenguas austronesias precursoras como las formosanas, filipinas y borneanas.

## Clasificación
Clasificaciones más actualizadas, basan la filogenia en el porcentaje de confiabilidad que sustenta la unidad de cada grupo, así pues las lenguas malayo-polinesias nucleares tienen un 75 % de confiabilidad y se dividen en tres ramas:
- Lenguas malayo-sumbawanas (con 60 % de confiabilidad): Al oeste de Indonesia y en Indochina.
- Lenguas sulawesi-polinesias (65 %): Al este de Indonesia y en Oceanía.
- Lenguas tamánicas: En la etnia mbaloh en Kalimantan (Borneo-Indonesia) que usan tres lenguas: taman, embaloh y kalis, ininteligibles entre sí.[3] Este grupo estuvo considerado dentro del Sulawesi meridional.

### Cladograma
Los subgrupos se relacionan del siguiente modo:

|  | Moklen       |
|  |              |
|  | Ache-chámico |
|  |              |

|  | Bali-Sasak                                              |
|  |                                                         |
|  | \| \| Batak \| \| \| \| \| \| Java-maláyico \| \| \| \| |
|  |                                                         |
|  | Batak                                                   |
|  |                                                         |
|  | Java-maláyico                                           |
|  |                                                         |

|  | Batak         |
|  |               |
|  | Java-maláyico |
|  |               |

|  | Moklen       |
|  |              |
|  | Ache-chámico |
|  |              |

|  | Bali-Sasak                                              |
|  |                                                         |
|  | \| \| Batak \| \| \| \| \| \| Java-maláyico \| \| \| \| |
|  |                                                         |
|  | Batak                                                   |
|  |                                                         |
|  | Java-maláyico                                           |
|  |                                                         |

|  | Batak         |
|  |               |
|  | Java-maláyico |
|  |               |

|  | Celébico |
|  | |
|  | \| \| Norsumatrano-islas barrera \| \| \| \| \| \| chamorro \| \| \| \| \| \| palauano \| \| \| \| \| \| Malayo-polinesio centro-oriental \| \| \| \| |
|  | |
|  | Norsumatrano-islas barrera |
|  | |
|  | chamorro |
|  | |
|  | palauano |
|  | |
|  | Malayo-polinesio centro-oriental |
|  | |

|  | Norsumatrano-islas barrera       |
|  |                                  |
|  | chamorro                         |
|  |                                  |
|  | palauano                         |
|  |                                  |
|  | Malayo-polinesio centro-oriental |
|  |                                  |

|  | Celébico |
|  | |
|  | \| \| Norsumatrano-islas barrera \| \| \| \| \| \| chamorro \| \| \| \| \| \| palauano \| \| \| \| \| \| Malayo-polinesio centro-oriental \| \| \| \| |
|  | |
|  | Norsumatrano-islas barrera |
|  | |
|  | chamorro |
|  | |
|  | palauano |
|  | |
|  | Malayo-polinesio centro-oriental |
|  | |

|  | Norsumatrano-islas barrera       |
|  |                                  |
|  | chamorro                         |
|  |                                  |
|  | palauano                         |
|  |                                  |
|  | Malayo-polinesio centro-oriental |
|  |                                  |

|  | Moklen       |
|  |              |
|  | Ache-chámico |
|  |              |

|  | Bali-Sasak                                              |
|  |                                                         |
|  | \| \| Batak \| \| \| \| \| \| Java-maláyico \| \| \| \| |
|  |                                                         |
|  | Batak                                                   |
|  |                                                         |
|  | Java-maláyico                                           |
|  |                                                         |

|  | Batak         |
|  |               |
|  | Java-maláyico |
|  |               |

|  | Moklen       |
|  |              |
|  | Ache-chámico |
|  |              |

|  | Bali-Sasak                                              |
|  |                                                         |
|  | \| \| Batak \| \| \| \| \| \| Java-maláyico \| \| \| \| |
|  |                                                         |
|  | Batak                                                   |
|  |                                                         |
|  | Java-maláyico                                           |
|  |                                                         |

|  | Batak         |
|  |               |
|  | Java-maláyico |
|  |               |

|  | Celébico |
|  | |
|  | \| \| Norsumatrano-islas barrera \| \| \| \| \| \| chamorro \| \| \| \| \| \| palauano \| \| \| \| \| \| Malayo-polinesio centro-oriental \| \| \| \| |
|  | |
|  | Norsumatrano-islas barrera |
|  | |
|  | chamorro |
|  | |
|  | palauano |
|  | |
|  | Malayo-polinesio centro-oriental |
|  | |

|  | Norsumatrano-islas barrera       |
|  |                                  |
|  | chamorro                         |
|  |                                  |
|  | palauano                         |
|  |                                  |
|  | Malayo-polinesio centro-oriental |
|  |                                  |

|  | Celébico |
|  | |
|  | \| \| Norsumatrano-islas barrera \| \| \| \| \| \| chamorro \| \| \| \| \| \| palauano \| \| \| \| \| \| Malayo-polinesio centro-oriental \| \| \| \| |
|  | |
|  | Norsumatrano-islas barrera |
|  | |
|  | chamorro |
|  | |
|  | palauano |
|  | |
|  | Malayo-polinesio centro-oriental |
|  | |

|  | Norsumatrano-islas barrera       |
|  |                                  |
|  | chamorro                         |
|  |                                  |
|  | palauano                         |
|  |                                  |
|  | Malayo-polinesio centro-oriental |
|  |                                  |

En la clasificación de Ross y Wouk las lenguas celébicas son reasignadas de grupo y el cladograma propuesto es:
|  | Malayo-sumbawano    |
|  |                     |
|  | Sulawesi (Celébico) |
|  |                     |

|  | MP central  |
|  |             |
|  | MP oriental |
|  |             |

|  | Malayo-sumbawano    |
|  |                     |
|  | Sulawesi (Celébico) |
|  |                     |

|  | MP central  |
|  |             |
|  | MP oriental |
|  |             |